# بريان بيرك
بريان بيرك (بالإنجليزية: Bryan Burk)‏ مواليد 30 ديسمبر 1968، هو منتج تلفزيون وأفلام أمريكي. وأيضا كاتب سيناريو.

## أعماله
- إيلياس
- الضياع
- فرينج
- ستار تريك إلى الظلام
- بيرسون أوف إنترست
- كلوفرفيلد
- ستار تريك
- سوبر 8
- الكاتراز
- القوة تنهض [1]
- المهمة المستحيلة: تسقط

## وصلات خارجية
- بريان بيرك على موقع IMDb (الإنجليزية)
- بريان بيرك على موقع ألو سيني (الفرنسية)
- بريان بيرك على موقع أول موفي (الإنجليزية)
- بريان بيرك على موقع بوكس أوفيس موجو (الإنجليزية)
- بريان بيرك على موقع قاعدة بيانات الأفلام السويدية (السويدية)
- بريان بيرك على موقع قاعدة بيانات الفيلم (الإنجليزية)
- بريان بيرك على موقع كينوبويسك (الروسية)